# Le Mans (película)
Le Mans es una película de acción del año 1971, dirigida por Lee H. Katzin, producida por Jack N. Reddish y protagonizada por el consagrado actor Steve McQueen. Inspirada en la mítica carrera de resistencia 24 Horas de Le Mans.

## Argumento
La historia comienza con Michael Delaney (Steve McQueen) quien a bordo de un Porsche 911S comienza a recorrer las calles de la ciudad francesa de Le Mans, hasta que entra por el camino donde se desarrolla el circuito de las míticas 24 horas. Deteniéndose en un sector donde el año anterior sufrió un accidente junto a Piero Belgetti, y que le costara la vida a este último. Ahí se produce un flashback donde Delaney recuerda aquel accidente y también se recuerda la sensación de la esposa de Piero Belgetti, Lisa (Elga Andersen), al enterarse de lo que su esposo sufrió y que le costara la vida.
Después todo transcurre con las horas previas a la carrera, los fanáticos acampando alrededor del circuito y los equipos revisando los últimos detalles para que nada quedara al azar. La policía coordinando con sus funcionarios, gente llegando, ya sea en sus autos particulares o en tren a la ciudad de Le Mans para presenciar la carrera, y como esperan la hora de comenzar, ya sea jugando naipes o asistiendo al parque de diversiones que queda al costado del circuito. En la zona de parque cerrado, se muestra a los equipos desembarcando de los autos desde los distintos camiones y realizando los últimos ajustes, a los pilotos concentrándose antes de comenzar la largada dentro de sus motorhomes y en la zona de la partida, de fondo se escucha el himno de Francia (por ser el país organizador de la justa) mientras los fanáticos ocupan los mejores lugares para presenciar la carrera y a la vez, el locutor cuenta su historia. 
La banda musical va tocando los respectivos himnos de los países a los que representan los pilotos, en el momento que Michael Delaney aparece, se escucha el himno de los Estados Unidos y recibiendo un gran aplauso de parte de los aficionados, mientras Michael espera su turno de abordar el Porsche 917K del Gulf-Porsche que le corresponderá correr, previamente cruza miradas con Lisa Belgetti, quien regresa la carrera de Le Mans después de la tragedia sucedida por su esposo el año anterior. Lisa entabla una gran amistad con el corredor de Ferrari, Claude Aurac (Luc Merenda) y desde la locución informan que faltan cinco minutos para dar la largada, así que los corredores deben ya estar preparados dentro de sus autos. Desde ese momento la tensión comienza a hacerse presente para esperar la largada a las 16:00 mientras el locutor va presentando a los corredores.
Los pilotos comienzan ya a prepararse dentro de sus autos a medida que el juez de pista alista la bandera de Francia para dar la partida, la tensión es total, en el momento en que el reloj marca las 16:00, la bandera de Francia es agitada y da comienzo a la 38.ª versión de las 24 Horas de Le Mans, con Michael Delaney en punta, siendo sobrepasado en la recta de Mulsanne por el Porsche 917LH pilotado por Jean Gerard, mientras en las tribunas y en los pits, esperan la llegada de los corredores cumpliendo su primera vuelta.
Ya cumpliendo las primeras horas de carrera, se aprestan a realizar el cambio de pilotos, Michael Delaney deja el relevo a su compañero y va a su casa rodante a tomar un merecido descanso, cuando de pronto se encuentra nuevamente con Lisa Belgetti preguntándole como está, a medida que Lisa y Michael van caminando a su tráiler, Michael es entrevistado por los periodistas sobre la carrera en sí.
La escena siguiente transcurre dentro de los motorhomes de los corredores, primero muestra al corredor Johann Ritter (Fred Haltiner) en compañía de su esposa Anna (Louise Edlind) y hablando de sus proyecciones futuras como familia. Mientras Michael Delaney se relaja dentro de su motorhome disfrutando un café. Afuera, en el circuito, la lluvia comienza a caer lo que hace que los pilotos entren a la zona de pits a cambiar neumáticos, tiempo después, Michael Delaney va a la zona de pits a tomar el mando del auto, mientras es entrevistado por varios periodistas quienes le preguntan sobre la carrera anterior en Nürburgring y el duelo que tuvo con el corredor Erich Stahler (Siegfried Rauch), en camino a pits, Michael y Erich se encuentran y empiezan a conversar sobre la carrera y el comportamiento de sus respectivos autos. 
La noche ha caído y la lluvia se coloca más persistente, mientras que Michael Delaney toma el mando del Porsche 917K en condiciones climáticas desfavorables, notan los accidentes que se están produciendo a consecuencia de los neumáticos no aptos para la lluvia que calzan los autos en ese momento. David Townsend (Ronald Leigh-Hunt) jefe del equipo Gulf-Porsche, ordena el cambio de neumáticos slicks por los de lluvia, lo que hace que el principal rival del Gulf-Porsche, Ferrari, tome la misma determinación, al momento de entrar a los pits, el Gulf-Porsche se coloca primero en la clasificación general al ser más rápido en el cambio de neumáticos. 
Ya la noche ha caído, Lisa Belgetti hace un recorrido por el parque de diversiones situado al costado del circuito, Michael Delaney nuevamente deja el relevo del auto a su compañero y va a cenar al restaurante al costado del parque de diversiones. Al momento de tomar un lugar para sentarse, se encuentra con Lisa Belgetti en la sala de espera que está leyendo una revista, Michael se sienta frente a ella y comienzan a charlar, en eso Lisa le pregunta a Michael si es que resultó herido o si le fue difícil volver a las carreras después del accidente donde perdiera la vida su esposo, mientras entablan una ya amena conversación.
Está amaneciendo en Le Mans y la carrera continúa, pero ya sin lluvia pero con un piso muy mojado, a las 05:00 a. m., Delaney y Stahler toman el relevo de sus respectivos autos, minutos después toma el relevo del Ferrari n.º 7, Claude Aurac. En el sector de Indianápolis, Erich Stahler sufre un trompo, lo que hace que Claude Aurac, no se de cuenta y pierda el control, estrellándose violentamente y saliendo malherido de su auto antes de que explotara. Michael Delaney al ver las llamas, no se percata de la presencia de un Porsche 911S que iba rezagado y se va contra las barreras de contención, estrellando su auto y sufriendo heridas leves, sacado un poco aturdido por los bomberos y siendo llevado al recinto médico habilitado en el circuito. 
En el momento en que Michael Delaney va ingresando al recinto asistencial, Lisa Belgetti espera para ver en que condiciones llegaron ambos pilotos. Los médicos retiran malherido y en camilla a Claude Aurac y lo suben a una ambulancia para ser trasladado al hospital, mientras el doctor revisa a Michael Delaney, Lisa es acosada por los periodistas preguntándole por el estado de salud de Claude Aurac, en eso llega Michael Delaney y la retira del lugar, llevándosela junto con él. Cuando un periodista le pregunta a Michael si compara este accidente con el del año anterior donde perdió la vida Piero Belgetti (convencido de que fue el causante del accidente de Claude Aurac).
Mientras en los pits, llega el Ferrari de Erich Stahler a cambiar la trompa de su auto al quedar destruida por el trompo sufrido. Michael Delaney regresa a los pits de su equipo y observa desde ahí la carrera, en eso, David Townsend le pregunta por su estado de salud, Michael va de regreso al motorhome de su equipo y se encuentra una vez más con Lisa Belgetti. Ella le pregunta algo que muchas mujeres siempre preguntan a hombres relacionados con el automovilismo:
–Cuando la gente arriesga su vida, ¿no debiera ser por algo muy importante?
–Bueno, sería bueno si así fuera.
–Pero, ¿por qué es tan importante ser el conductor más rápido?
–Mucha gente pasa sus vidas haciendo las cosas mal. Correr es lo más importante para los hombres que lo hacen bien. Cuando estás corriendo es... es cuando vives... Cualquier cosa que pase antes o después, es solo la espera.
Ella pareciera empezar a comprender la esencia que signó la vida y la muerte de su marido.
El tiempo después todo transcurre en la pista, la lluvia sigue cayendo en el circuito, pero no de manera constante, los fanáticos disfrutando de la carrera como les acomode. En los pits, el Gulf-Porsche n.º 21 entra por un problema de suspensión y momentos después entra el Ferrari n.º 8 que iba en segundo lugar, al momento de partir, debe quedarse en pits a solucionar un problema eléctrico. David Townsend ve preocupado el perder la punta de la carrera y decide ir en búsqueda de Michael Delaney para tomar el mando del auto n.º 21, explicándole que gane a como dé lugar. Es en ese momento que es anunciado el cambio de pilotos de Michael Delaney por Johann Ritter, quedando este último algo decepcionado por la decisión, pero al final entiende la situación y va a aconsejar a Delaney del comportamiento del auto. Mientras los mecánicos trabajan arduamente para arreglar los desperfectos de los autos, en eso aparece el Ferrari n.º 5 de Lugo Abratte (Angelo Infanti) seguido muy de cerca por el Gulf-Porsche n.º 22 de Larry Wilson (Christopher Waite) cuando restan 8 minutos de carrera. En los pits el Ferrari de Erich Stahler sale primero y se coloca delante del Gulf-Porsche 21 ahora pilotado por Michael Delaney que sale minutos después. Delaney hace grandes esfuerzos por alcanzar a Stahler, hasta que se produce un electrizante duelo entre ambos pilotos.
Mientras los punteros siguen siendo Abratte y Wilson, atrás van Stahler y Delaney, cuando en la recta de Mulsanne, Delaney logra sobrepasar a su rival. En primer lugar sigue Lugo Abratte, pero debe abandonar la carrera producto de la pinchadura en la rueda trasera derecha, generando la decepción del piloto. El abandono es aprovechado por Larry Wilson para colocarse en primer lugar, el duelo ahora por el segundo lugar entre Delaney y Stahler, intercambiando posiciones, lo que también hace que ambos vayan a la pelea del primer lugar, Larry Wilson aprovecha el duelo entre los que le siguen para tomar más ventaja y de esa manera ganar la versión 38.º de las 24 Horas de Le Mans, haciendo dupla con Paul-Jacques Dion, Michael Delaney llega en segundo y Erich Stahler en tercero.
En la escena final, Larry Wilson llega a los pits siendo felicitado por todos los que se encontraban ahí y llevado en andas junto a Paul-Jacques Dion a la ceremonia de premiación y recibiendo el trofeo como ganadores de la carrera. Mientras que de lejos, Erich Stahler ve a Michael Delaney y ambos se felicitan por tener una carrera tan disputada. Luego se acerca David Townsend quien le da las gracias a Michael por el uno-dos del equipo, después Michael Delaney divisa a Lisa Belgetti quien se va acercando de a poco y le señala con sus dedos el segundo lugar obtenido, mientras ella le sonríe en señal de felicitación. Finalizando con la panorámica del circuito de Le Mans.

## Elenco

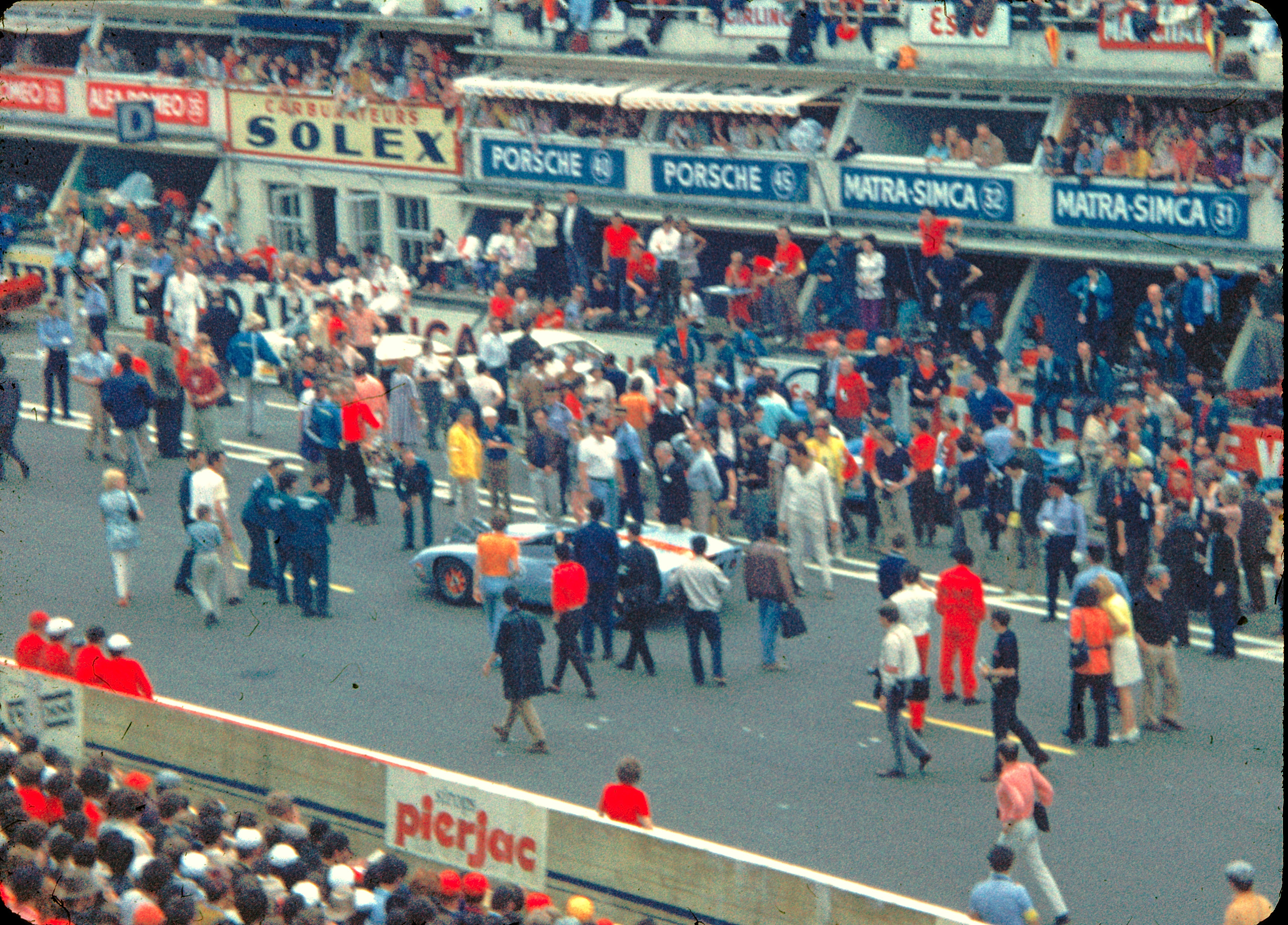
Rodaje de la película durante las 24 Horas de 1970.

- Steve McQueen como Michael Delaney.

- Elga Andersen como Lisa Belgetti.

- Siegfried Rauch como Erich Stahler.

- Ronald Leigh-Hunt como David Townsend.

- Fred Haltiner como Johann Ritter.

- Luc Merenda como Claude Aurac.

- Christopher Waite como Larry Wilson.

- Angelo Infanti como Lugo Abratte.

- Jean-Claude Bercq como Paul-Jacques Dion.

- Michele Scalera como Vito Scalise.

- Louise Edlind como Anna Ritter.

- Peter Parten como Peter Wiese.

- Gino Cassani como Loretto Fuselli.

- Alfred Bell como Tommy Hopkins.

- Carlo Cecchi como Paolo Scadenza.

- Richard Rüdiger como Bruno Frohm.

- Hal Hamilton como Chris Barnett.

- Jonathan Williams como Jonathan Burton.

- Conrad Pringle como Tony Elkins.

- Erich Glavitza como Josef Hauser.

- Peter Huber como Max Kummel.

## Diferencias con la realidad
- El flashback en el que Michael Delaney recuerda el accidente que tuvo con Piero Belgetti está basado en el accidente donde murió el piloto británico John Woolfe en la edición de Le Mans de 1969 y donde también estuvo involucrado el neozelandés Chris Amon. La diferencia es que en la realidad, Woolfe conducía el Porsche y Amon el Ferrari, mientras que en la película, Delaney manejaba el Porsche y Belgetti el Ferrari. Además, cuando Woolfe murió, recién se llevaba cumplida la primera vuelta, mientras que en el accidente donde muere Piero Belgetti, la carrera ya continuaba de noche, coincidiendo solo que ambos accidentes, sucedieron en el mismo sector (Maison Blanche).

- En la película, se ven corriendo un Lola T70 color amarillo señalado con el número 12 y un Porsche 911S color verde señalado con el número 47 (similar al que Steve McQueen maneja al inicio de la película). En realidad, El Lola que participó en la carrera era de color rojo y señalado con el número 4, mientras que el Porsche 911S estaba señalado con el 47, también era de color rojo.

- El equipo Gulf-Porsche, donde corría Michael Delaney, estaba compuesto por pilotos de nacionalidades estadounidense, británica, francesa, suiza y alemana. En la realidad, el equipo Gulf-Porsche (que en realidad se llamaba John Wyer Automotive Engineering) contaba con pilotos de nacionalidades mexicana y finlandesa. Coincidiendo solo la presencia de pilotos de nacionalidad suiza y británica.

- El Porsche 917K número 20 con que inicialmente corre Michael Delaney y donde tiene un accidente y posteriormente abandona. En la realidad fue conducido por el suizo Jo Siffert y el británico Brian Redman que tuvieron que abandonar por problemas de motor cuando llevaban 156 vueltas recorridas.

- El Porsche 917K número 21 con el cual Michael Delaney corre las últimas vueltas de carrera y donde obtiene el segundo lugar. En realidad fue conducido por el mexicano Pedro Rodríguez y el finlandés Leo Kinnunen, abandonando la carrera cuando llevaban 22 vueltas recorridas, debido a problemas de refrigeración.

- El Porsche 917K número 22 que fue el ganador en la película y conducido por el británico Larry Wilson y el francés Paul-Jacques Dion. En la vida real fue conducido por los británicos David Hobbs y Mike Hailwood, que tuvieron que abandonar cuando llevaban 49 vueltas recorridas debido a un accidente.

- El Porsche 917L número 25 que es conducido por el francés Jean Gerard y que lidera las primeras vueltas. En la vida real fue conducido por el británico Vic Elford y el alemán Kurt Ahrens Jr., que tuvieron que abandonar cuando llevaban 225 vueltas recorridas debido a problemas en el motor.

- En la película (al igual que en la realidad), principal rival de Porsche en la carrera, Ferrari, contaba con pilotos italianos, franceses y  alemanes. Mientras que en la realidad, contaba con pilotos, belgas, suizos, suecos y británicos. Coincidiendo solo con pilotos de nacionalidad italiana.

- El Ferrari número 5 que conducía Lugo Abratte y que abandona producto de la pinchadura de la rueda trasera derecha, en realidad fue conducido por el belga Jacky Ickx y el suizo Peter Schetty, coincidiendo que tanto en la ficción y en la realidad, el Ferrari abandona la carrera, salvo que en la realidad el motivo es por un accidente donde también fallece un comisario de pista. Esto sucedió cuando llevaban 142 vueltas recorridas.

- El Ferrari número 6 que conducía Vito Scaliso, en realidad fue conducido por los italianos  Nino Vaccarella e Ignazio Giunti, coincidiendo que tanto en la ficción y en la realidad, el Ferrari abandona la carrera, salvo que en la realidad el motivo es por problemas en los rodamientos. Esto sucedió cuando llevaban 7 vueltas recorridas

- El Ferrari número 7 que conducía Claude Aurac y en donde sufre un accidente que hace que lo trasladen al hospital debido a las graves heridas, en realidad fue conducido por el británico Derek Bell y el sueco Ronnie Peterson, coincidiendo que tanto en la ficción y en la realidad, abandona la carrera, salvo que en la realidad el motivo es por problemas en una válvula cuando llevaban 39 vueltas recorridas.

- El Ferrari número 8 que conducía Erich Stahler, principal rival de Michael Delaney en la película, en realidad fue conducido por el italiano Arturo Merzario y el suizo Clay Regazzoni que tuvieron que abandonar por una colisión cuando llevaban 38 vueltas recorridas.